# Heimitermes
Heimitermes es un género de termitas isópteras perteneciente a la familia Termitidae que tiene las siguientes especies:
1. Heimitermes laticeps
2. Heimitermes moorei